# La Brava
La Brava es una localidad argentina ubicada en el departamento San Javier de la provincia de Santa Fe. Se encuentra en el cruce de las rutas provinciales 39 y 60, a 28 km de la ruta nacional 11 y a 26 km de la ruta provincial 1, a 4 km del río Saladillo dulce, y a 7 km al sur de la laguna La Brava.
Fue fundada en 1878, y tres años más tarde llegaron sus primeros pobladores para aprovechar la donación de las tierras fiscales. La comuna se creó en 1965. La caza de patos atrae muchos turistas europeos, aunque es resistida por parte de la localidad. Cuenta con una subcomisaría.

## Población
Cuenta con 590 habitantes (Indec, 2010), lo que representa un descenso frente a los 673 habitantes (Indec, 2001) del censo anterior.
| Gráfica de evolución demográfica de La Brava entre 1991 y 2010 |
|                                                                |
| Fuente: Censos nacionales del INDEC                            |